# Ford Zephyr
Der Ford Zephyr war ein Personenwagen der Ford Motor Company in Großbritannien und Australien.
Der Zephyr und dessen Luxusausführung, Ford Zodiac, der ab 1955 angeboten wurde, waren zwanzig Jahre lang die größten Personenwagen im Angebot des britischen Ford-Unternehmens. Im Jahre 1972 wurden sie durch die Consul- und Granada- Modelle ersetzt.
Ford verwendete den Namen Zephyr auch in den Vereinigten Staaten, 1936 bis 1942 für den Lincoln-Zephyr mit Zwölfzylindermotor und 1977 bis 1983 für den Mercury Zephyr, eine gehobene Version des Ford Fairmont. 2006 wurde der spätere Lincoln MKZ zunächst unter dem Namen Lincoln Zephyr verkauft.

## Zephyr und Zodiac Mk I (1951–1956)
Der Zephyr Mk I, eine Limousine der oberen Mittelklasse, wurde von 1951 bis 1956 produziert. Für Zephyr und Consul I nutzte Ford die gleiche Plattform. Der Zephyr war etwas länger und hatte einen längeren Radstand, ansonsten ist die Karosserie gleich. Sie ist selbsttragend ausgeführt. Insgesamt wurden 148.629 Limousinen und 4.048 Cabrios hergestellt. Angetrieben wird der Zephyr von einem 2262 cm³ großen 6-Zylinder-Motor mit vierfach gelagerter Kurbelwelle, seitlicher Nockenwelle und parallel hängenden Ventilen. Die Leistung wird über eine hydraulisch betätigte Einscheibentrockenkupplung, ein Dreiganggetriebe mit Schalthebel am Lenkrad, dessen beide oberen Gänge synchronisiert sind und eine ungeteilte Kardanwelle auf die Hinterachse mit Hypoidantrieb übertragen. Die starre Hinterachse ist an halbelliptischen Blattfedern und hydraulischen Hebelstoßdämpfern aufgehängt. Die Vorderräder sind einzeln an MacPherson-Federbeinen, Querlenkern und Stabilisator aufgehängt, der Consul ist das erste Serienauto mit dieser Konstruktion. Das Lenkgetriebe ist eine Rollenlenkung. An allen Rädern gibt es Trommelbremsen, vorn Duplex, die hydraulisch betätigt werden.
Ab 1954 wurde die luxuriösere Variante als Zodiac gebaut (ab 1955 auf dem Markt). Der Motor hatte eine höhere Kompression. Vom Zodiac Mk I wurden 22.634 Limousinen produziert.

## Zephyr und Zodiac Mk II (1956–1961)
Das Modell Mk II (interne Typbezeichnung 206E) wurde von 1956 bis 1961 produziert. Zephyr und Zodiac bekamen nun einen neuen Familien-Look gemeinsam mit dem Consul II.
Von Zephyr und Zodiac Mk II zusammen wurden 294.506 Limousinen und 6911 Cabriolets hergestellt.
| Ford                                   | Zephyr/Zodiac                                                                          |
| -------------------------------------- | -------------------------------------------------------------------------------------- |
| Motor:                                 | 6-Zylinder-Reihenmotor (Viertakt)                                                      |
| Hubraum:                               | 2555 cm³                                                                               |
| Bohrung × Hub:                         | 82,58 × 79,5 mm                                                                        |
| Leistung bei 1/min:                    | 66 kW (90 SAE-PS) bei 4400                                                             |
| Max. Drehmoment bei 1/min:             | 186 Nm bei 2000                                                                        |
| Verdichtung:                           | 7,8:1                                                                                  |
| Gemischaufbereitung:                   | 1 Fallstromvergaser Zenith                                                             |
| Ventilsteuerung:                       | Seitliche Nockenwelle, Antrieb über Kette                                              |
| Kühlung:                               | Wasserkühlung                                                                          |
| Getriebe:                              | 3-Gang-Getriebe a.W. mit Overdrive oder Borg-Warner-Dreigangautomatik Hinterradantrieb |
| Radaufhängung vorn:                    | MacPherson-Federbeine, Querlenker, Schraubenfedern                                     |
| Radaufhängung hinten:                  | Starrachse, halbelliptische Blattfedern                                                |
| Bremsen:                               | Trommelbremsen rundum, ab 1961 Scheibenbremsen vorne, Trommelbremsen hinten, Servo     |
| Lenkung:                               | Kugelumlauflenkung                                                                     |
| Karosserie:                            | Stahlblech, selbsttragend                                                              |
| Spurweite vorn/hinten:                 | 1346/1321 mm                                                                           |
| Radstand:                              | 2717 mm                                                                                |
| Abmessungen:                           | 4550 × 1750 × 1550 mm                                                                  |
| Leergewicht:                           | 1250–1340 kg                                                                           |
| Höchstgeschwindigkeit (Werk):          | 135–140 km/h                                                                           |
| 0–100 km/h (Werk):                     | 18–20 s                                                                                |
| Verbrauch (Liter/100 Kilometer, Werk): | 13–14                                                                                  |
| Preis:                                 | £ 920–1160 (1961)                                                                      |

## Zephyr und Zodiac Mk III (1962–1966)
Die Mk-III-Reihe lief von 1962 bis 1966 vom Band. Der 4,6 m lange Wagen mit einem relativ langen Motor bot dennoch reichlich Platz im Innenraum für sechs Personen (2 Sitzbänke) und zahlreiche Gepäckablagemöglichkeiten. Das Modell Zephyr gab es nun mit 1,7-Liter-Vierzylindermotor (oft als Zephyr 4 bezeichnet) oder mit 6-Zylinder-Motor mit 2553 cm³ (Zephyr 6). Der Zodiac hatte den gleichen 6-Zylinder-Motor, war besser ausgestattet und hatte eine geänderte Front mit vier Scheinwerfern.
Der neue Sechszylindermotor war tendenziell kurzhubig und auch die Ansaug- und (Doppel-)Auspuffanlage deuteten auf einen sportlich getrimmten Motor hin. Er leistete 81 KW (110 PS (DIN)/114 PS(SAE)), war jedoch nur mit einem Vergaser ausgerüstet. Die Höchstgeschwindigkeit war – je nach Quelle – 160–164 km/h. Wahlweise gab es ein vollsynchronisierte Vierganggetriebe mit Lenkradschaltung, auf Wunsch auch mit Overdrive oder ein Automatikgetriebe. Im Unterschied zu den Zephyr-Modellen, hatte der Zodiac Scheibenbremsen an den Vorderrädern. Im Zephyr 6 leistete der Motor 72 KW (98 PS (DIN)/102 PS(SAE)), die Höchstgeschwindigkeit betrug 145 km/h. Der Zephyr 4 hatte den bereits aus dem Consul II bekannten Vierzylindermotor, der nun auf eine Leistung von 50 KW (68 PS (DIN)) gebracht wurde und eine Höchstgeschwindigkeit von 125 km/h ermöglichte.
Vom Zephyr 4 wurden 106.810 Fahrzeuge, vom Zephyr 6 105.256 Fahrzeuge und vom Zodiac Mk III 77.323 Limousinen hergestellt.

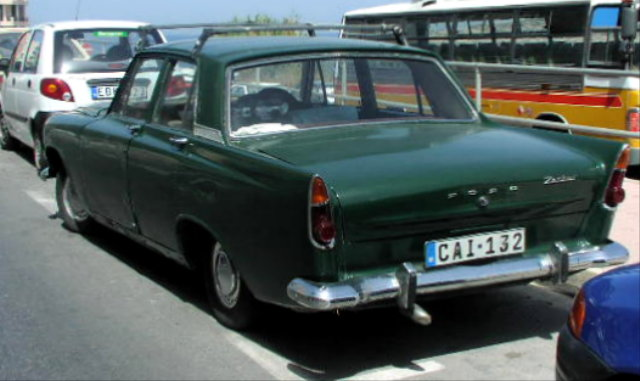
Ford Zephyr Mk III Heckansicht

| Ford                                   | Zephyr 4 | Zephyr 6 | Zodiac |
| -------------------------------------- | --- | --- | --- |
| Motor:                                 | 4-Zylinder-Reihenmotor (Viertakt)                                                                           | 6-Zylinder-Reihenmotor (Viertakt)                                                                           | 6-Zylinder-Reihenmotor (Viertakt)                                                                           |
| Hubraum:                               | 1703 cm³ | 2555 cm³ | 2555 cm³ |
| Bohrung × Hub:                         | 82,58 × 79,5 mm                                                                                             | 82,58 × 79,5 mm                                                                                             | 82,58 × 79,5 mm                                                                                             |
| Leistung bei 1/min:                    | 48 kW (65 PS) bei 4800                                                                                      | 68 kW (93 PS) bei 4500                                                                                      | 78 kW (106,5 PS) bei 4750                                                                                   |
| Max. Drehmoment bei 1/min:             | 123 Nm bei 3000                                                                                             | 177 Nm bei 2000                                                                                             | 183 Nm bei 2400                                                                                             |
| Verdichtung:                           | 8,3:1 | 8,3:1 | 8,3:1 |
| Gemischaufbereitung:                   | 1 Fallstromvergaser Zenith                                                                                  | 1 Fallstromvergaser Zenith                                                                                  | 1 Fallstromvergaser Zenith                                                                                  |
| Ventilsteuerung:                       | Seitliche Nockenwelle, Antrieb über Kette                                                                   | Seitliche Nockenwelle, Antrieb über Kette                                                                   | Seitliche Nockenwelle, Antrieb über Kette                                                                   |
| Kühlung:                               | Wasserkühlung                                                                                               | Wasserkühlung                                                                                               | Wasserkühlung                                                                                               |
| Getriebe:                              | Vollsynchronisiertes 4-Gang-Getriebe a.W. mit Overdrive oder Borg-Warner-Dreigangautomatik Hinterradantrieb | Vollsynchronisiertes 4-Gang-Getriebe a.W. mit Overdrive oder Borg-Warner-Dreigangautomatik Hinterradantrieb | Vollsynchronisiertes 4-Gang-Getriebe a.W. mit Overdrive oder Borg-Warner-Dreigangautomatik Hinterradantrieb |
| Radaufhängung vorn:                    | MacPherson-Federbeinachse, Querlenker, Schraubenfedern, Stabilisator                                        | MacPherson-Federbeinachse, Querlenker, Schraubenfedern, Stabilisator                                        | MacPherson-Federbeinachse, Querlenker, Schraubenfedern, Stabilisator                                        |
| Radaufhängung hinten:                  | Starrachse, halbelliptische Blattfedern                                                                     | Starrachse, halbelliptische Blattfedern                                                                     | Starrachse, halbelliptische Blattfedern                                                                     |
| Bremsen:                               | Scheibenbremsen vorne (Durchmesser 24,8 cm), Trommelbremsen hinten, Servo                                   | Scheibenbremsen vorne (Durchmesser 24,8 cm), Trommelbremsen hinten, Servo                                   | Scheibenbremsen vorne (Durchmesser 24,8 cm), Trommelbremsen hinten, Servo                                   |
| Lenkung:                               | Kugelumlauflenkung                                                                                          | Kugelumlauflenkung                                                                                          | Kugelumlauflenkung                                                                                          |
| Karosserie:                            | Stahlblech, selbsttragend                                                                                   | Stahlblech, selbsttragend                                                                                   | Stahlblech, selbsttragend                                                                                   |
| Spurweite vorn/hinten:                 | 1350/1360 mm                                                                                                | 1350/1360 mm                                                                                                | 1350/1360 mm                                                                                                |
| Radstand:                              | 2720 mm | 2720 mm | 2720 mm |
| Abmessungen:                           | 4590 × 1760 × 1450 mm                                                                                       | 4590 × 1760 × 1450 mm                                                                                       | 4640 × 1750 × 1440 mm                                                                                       |
| Leergewicht:                           | 1191–1267 kg                                                                                                | 1252–1350 kg                                                                                                | 1284–1398 kg                                                                                                |
| Höchstgeschwindigkeit (Werk):          | 133 km/h | 153 km/h | 160 km/h |
| 0–100 km/h (Werk):                     | | | |
| Verbrauch (Liter/100 Kilometer, Werk): | 9,5 | 10,9 | 12,3 |
| Preis:                                 | n. a. | SFr. 11.800 (1965)                                                                                          | SFr. 13.300 (1965)                                                                                          |

## Zephyr und Zodiac Mk IV (1966–1972)
Ab 1966 kam ein komplett neues Modell des Zephyr/Zodiac auf den Markt, das mit dem Vorgängertyp kaum mehr als den Namen und das Prinzip der Vorderradaufhängung gemein hatte. Dieser Wagen ähnelt mit den V-Motoren und der hinteren Einzelradaufhängung technisch dem späteren Consul/Granada. Das Spitzenmodell trug den Namen Ford Executive. Der Zephyr Mk IV war wieder als 4- und 6-Zylinder verfügbar (1996 bzw. 2495 cm³); der Zodiac bekam einen eigenen 6-Zylinder-Motor mit 2994 cm³.
Der im Vergleich zum Vorgänger um etwa 20 cm verlängerte Radstand kam vorwiegend dem Motorraum zugute, obwohl der V6-Motor kürzer als der bisherige Reihenmotor ausfiel. Daraus ergab sich eine ungewöhnliche Aufteilung der Proportionen. Hintergrund war die beabsichtigte Schaffung einer großzügigen Knautschzone. Ungewöhnlich fiel auch die Hinterradaufhängung an innen pendelnd geführten Schräglenkern ohne Querstabilisator aus. Daraus ergab sich bei Belastung des Fahrzeugs eine nahezu unveränderte Vorspur trotz sich deutlich ändernden Radsturzes.
Gebaut wurden 102.417 Zephyr und 48.846 Zodiac. 1972 wurde die Serie durch die Baureihe Consul/Granada abgelöst.
| Ford                                   | Zephyr 4                                                                                        | Zephyr 6                                                                                        | Zodiac                                                                                          |
| -------------------------------------- | ----------------------------------------------------------------------------------------------- | ----------------------------------------------------------------------------------------------- | ----------------------------------------------------------------------------------------------- |
| Motor:                                 | 4-Zylinder-V-Motor (Viertakt), Gabelwinkel 60°                                                  | 6-Zylinder-V-Motor (Viertakt), Gabelwinkel 60°                                                  | 6-Zylinder-V-Motor (Viertakt), Gabelwinkel 60°                                                  |
| Hubraum:                               | 1996 cm³                                                                                        | 2495 cm³                                                                                        | 2994 cm³                                                                                        |
| Bohrung × Hub:                         | 93,66 × 72,42 mm                                                                                | 93,67 × 60,35 mm                                                                                | 93,67 × 72,42 mm                                                                                |
| Leistung bei 1/min:                    | 61 kW (82,5 PS) bei 4750                                                                        | 76 kW (104 PS) bei 4750                                                                         | 94 kW (128 PS) bei 4750                                                                         |
| Max. Drehmoment bei 1/min:             | 153 Nm bei 2750                                                                                 | 179 Nm bei 2750                                                                                 | 235 Nm bei 3000                                                                                 |
| Verdichtung:                           | 8,9:1                                                                                           | 9,1:1                                                                                           | 8,9:1                                                                                           |
| Gemischaufbereitung:                   | 1 Fallstromvergaser                                                                             | 1 Fallstromvergaser                                                                             | 1 Doppelvergaser                                                                                |
| Ventilsteuerung:                       | Zentrale Nockenwelle, Antrieb über Zahnräder                                                    | Zentrale Nockenwelle, Antrieb über Zahnräder                                                    | Zentrale Nockenwelle, Antrieb über Zahnräder                                                    |
| Kühlung:                               | Wasserkühlung                                                                                   | Wasserkühlung                                                                                   | Wasserkühlung                                                                                   |
| Getriebe:                              | Vollsynchronisiertes 4-Gang-Getriebe a.W. mit Overdrive oder Dreigangautomatik Hinterradantrieb | Vollsynchronisiertes 4-Gang-Getriebe a.W. mit Overdrive oder Dreigangautomatik Hinterradantrieb | Vollsynchronisiertes 4-Gang-Getriebe a.W. mit Overdrive oder Dreigangautomatik Hinterradantrieb |
| Radaufhängung vorn:                    | MacPherson-Federbeine, Querlenker, Schraubenfedern, Stabilisator                                | MacPherson-Federbeine, Querlenker, Schraubenfedern, Stabilisator                                | MacPherson-Federbeine, Querlenker, Schraubenfedern, Stabilisator                                |
| Radaufhängung hinten:                  | Einzelradaufhängung an Schräglenkern, Schraubenfedern                                           | Einzelradaufhängung an Schräglenkern, Schraubenfedern                                           | Einzelradaufhängung an Schräglenkern, Schraubenfedern                                           |
| Bremsen:                               | Scheibenbremsen rundum (Durchmesser v/h 24,5/25,4 cm), Servo                                    | Scheibenbremsen rundum (Durchmesser v/h 24,5/25,4 cm), Servo                                    | Scheibenbremsen rundum (Durchmesser v/h 24,5/25,4 cm), Servo                                    |
| Lenkung:                               | Kugelumlauflenkung, teils mit Servo                                                             | Kugelumlauflenkung, teils mit Servo                                                             | Kugelumlauflenkung, teils mit Servo                                                             |
| Karosserie:                            | Stahlblech, selbsttragend                                                                       | Stahlblech, selbsttragend                                                                       | Stahlblech, selbsttragend                                                                       |
| Spurweite vorn/hinten:                 | 1450/1470 mm                                                                                    | 1450/1470 mm                                                                                    | 1450/1470 mm                                                                                    |
| Radstand:                              | 2920 mm                                                                                         | 2920 mm                                                                                         | 2920 mm                                                                                         |
| Abmessungen:                           | 4700 × 1810 × 1480 mm                                                                           | 4700 × 1810 × 1480 mm                                                                           | 4700 × 1810 × 1480 mm                                                                           |
| Leergewicht:                           | 1250 kg                                                                                         | 1300–1385 kg                                                                                    | 1442 kg                                                                                         |
| Höchstgeschwindigkeit (Werk):          | 140 km/h                                                                                        | 156 km/h                                                                                        | 166 km/h                                                                                        |
| 0–100 km/h (Werk):                     |                                                                                                 |                                                                                                 |                                                                                                 |
| Verbrauch (Liter/100 Kilometer, Werk): | ca. 12 S                                                                                        | 11,6 S                                                                                          | 12,7 S                                                                                          |
| Preis:                                 | n. a.                                                                                           | SFr. 12.050–12.900 (1969)                                                                       | SFr. 15.950–16.900 (1969)                                                                       |